# Kapellbrücke
Die Kapellbrücke ist eine mittelalterliche gedeckte Holzbrücke über die Reuss in Luzern (Schweiz). Sie gilt als ein Wahrzeichen und eine der bedeutendsten Touristenattraktionen der Stadt. In ihrer Mitte steht der Wasserturm. Brücke, Turm und Bilderzyklus stehen auf der Liste der Kulturgüter in Luzern in der Kategorie A (national bedeutend).

## Allgemeines
Die Kapellbrücke ist die älteste und mit 202,90 Metern (inklusive Vordächer 204,70 Metern) die zweitlängste überdachte Holzbrücke Europas, nach der Holzbrücke Bad Säckingen–Stein AG (203,70 Meter, inklusive Vordächer 206,50 Meter). Sie wurde um 1365 als Wehrgang gebaut und verbindet die durch die Reuss getrennte Alt- und Neustadt (mindere Stadt). Ursprünglich war die Brücke länger; durch die Auffüllung des Ufers wurde ein etwa 75 Meter langes Stück um 1835 abgebrochen. Im Giebel der Brücke befanden sich (vor dem Brand 1993) 111 dreieckige Gemälde, die wichtige Szenen der Schweizer Geschichte darstellen.
Die Bilder der Kapellbrücke, der Spreuerbrücke und der Hofbrücke sind in dieser Verwendung einmalig. In keiner anderen Stadt Europas wurden gedeckte Holzbrücken mit dreieckigen Bildern ausgeschmückt.
Der Name stammt von der Peterskapelle, zu welcher das nördliche Ende der Brücke führt. Sie befindet sich zwischen der Seebrücke und dem Rathaussteg.

## Geschichte

### Bau und Funktion (14. Jahrhundert)
Der Bau der Kapellbrücke ist vor dem Hintergrund der Stadtentwicklung und der Errichtung von Befestigungsanlagen zu sehen. Zwischen 1230 und 1270 wuchs die Grossstadt von der Landseite gegen das Wasser hin an, und auch am linken Ufer der Reuss dehnte sich die Kleinstadt aus. In dieser Zeit entstand der Innere Befestigungsring der Grossstadt, und auch in der Kleinstadt wurde der Innere Ring errichtet. Um die Stadtteile miteinander zu verbinden, wurden Brücken gebaut. Bereits vor dem Bau der Kapellbrücke entstand ca. 1168 die an der engsten Stelle der Reuss gelegene Reussbrücke; eine zweite Brücke, die mit Holz gedeckte Hofbrücke, wurde zwischen 1252 und 1265 am rechten Seeufer zwischen dem Hofbezirk und der Grossstadt erstellt.

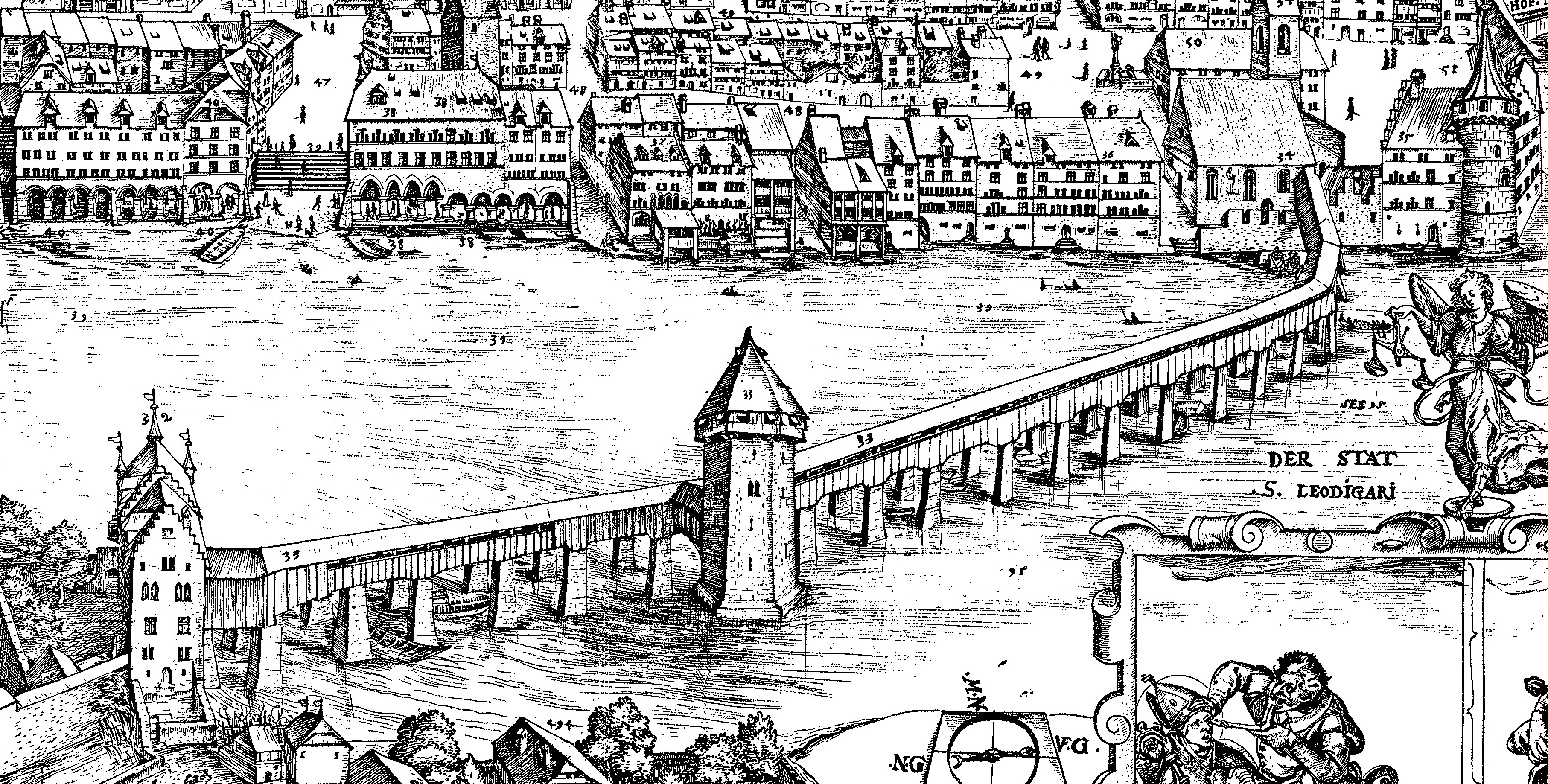
Die Kapellbrücke als Teil der Stadtbefestigung zwischen Freienhof und Peterskapelle

Während die Stadt durch ihre Wehrbauten von der Landseite her gesichert war, fehlte es an Schutz von der Seeseite und dem Reussufer her. Zunächst wurde deshalb um 1300 der Wasserturm errichtet. Wenige Jahrzehnte später – als wahrscheinlich gilt das Jahr 1332 – folgte der Bau einer zweiten mit Holz gedeckten Brücke, der Kapellbrücke, die eine Fortsetzung der Hofbrücke bildete. Darauf, dass die Kapellbrücke (wie die auch in der ersten Hälfte des 19. Jahrhunderts abgebrochene Hofbrücke) zur Verteidigung gegen potentielle Schiffsangriffe dienen sollte, weisen die seeseitig vorgelagerten «Schwirren» (Palisadenreihe), welche die Durchfahrt von Schiffen verhindern sollten. Auf den Wehrcharakter der Brücke weist auch die höher gebaute Brückenbrüstung gegen die Seeseite hin. So erfüllte die Kapellbrücke über Jahrhunderte hinweg eine Doppelfunktion als Wehrgang und Verbindung (Fussgängerbrücke) zwischen Kleinstadt und Hof, genauer zwischen dem rechtsufrigen (Peterskapelle) und linksufrigen Eckpunkt (Freienhof) der Stadtbefestigung.

### Mitten im Luzerner Stadtleben (15.–17. Jahrhundert)

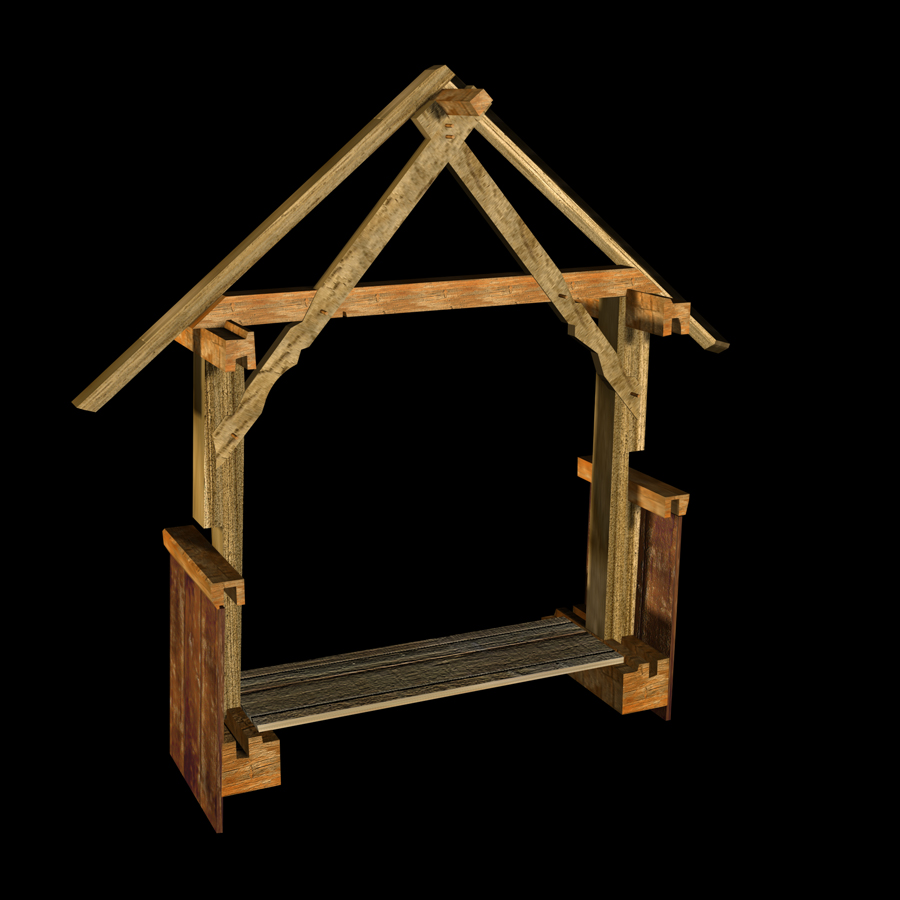
Aufbau eines Brückenbinders

Ab dem 15. Jh. diente die Kapellbrücke auch als Ort der Geselligkeit, insbesondere durch die Installation von Bänken. Sie wurde verschönert, v. a. durch die Errichtung des historischen Bilderzyklus. Daneben wurde ihre Länge für das Gewerbe der Seilerei genutzt. Es gab immer wieder Wiederherstellungsarbeiten, doch erlaubt die Quellenlage bis zum 19. Jh. nur einen lückenhaften Einblick in die Baugeschichte der Kapellbrücke. Von den Arbeiten an der Brücke sind im weiteren Verlauf besonders die beiden grösseren Renovationen von 1741/42 und 1819 zu nennen. Erstere war notwendig geworden, da nach einem Hochwasser Teile der Brücke mitsamt den darauf befindlichen Bildern eingestürzt waren.

### Verkürzung und Erhaltung (19. Jahrhundert)
Die neuere Baugeschichte ab dem 19. Jahrhundert ist durch systematische Aufzeichnungen besser dokumentiert. Zwischen 1833 und 1838 wurde in drei Etappen das linke Ufer der Reuss aufgeschüttet. Das südliche Ende der Brücke musste dem neu errichteten Quai weichen. Sie wurde vom Freienhof getrennt, erheblich verkürzt und nach Süden hin abgeknickt, so dass sie senkrecht auf das Quai trifft. Die Schiffshütte am Wasserturm wurde 1859/60 wegen Baufälligkeit abgerissen und wich einem Kiosk, der zwecks Verkaufs von Touristenartikeln zwischen Wasserturm und Brücke errichtet wurde.
Einige Jahrzehnte später, um 1897/98, musste die Kapellbrücke auch am rechten Ufer wegen der Errichtung des Quais von ihrem Brückentor, der Peterskapelle, getrennt und verkürzt werden, diesmal jedoch nur um wenige Meter. Während derselben Arbeiten musste auch die zweite Schiffshütte bei der Peterskapelle abgerissen werden.
In dieser Zeit erreichte die Stadtluzerner Diskussion über einen möglichen Totalabbruch der Brücke, die seit dem Bau der See-Brücke von 1869 virulent wurde, ihren Höhepunkt. Die zur Seeseite hin vorgelagerte See-Brücke liess den alten Holzsteg zumindest für den Fussverkehr als überflüssig erscheinen, mehr noch nachdem man 1898 auf der anderen Seite der Kapellbrücke den senkrecht zum Fluss stehenden Rathaussteg errichtet hatte. Es gab Proteste aus dem In- und Ausland, und die Stadt Luzern entschied sich gegen die Minderheitsmeinung und (anders als noch vor einem halben Jahrhundert beim Abbruch der Hofbrücke) für einen Erhalt der Kapellbrücke als Touristenattraktion und Wahrzeichen der Stadt.

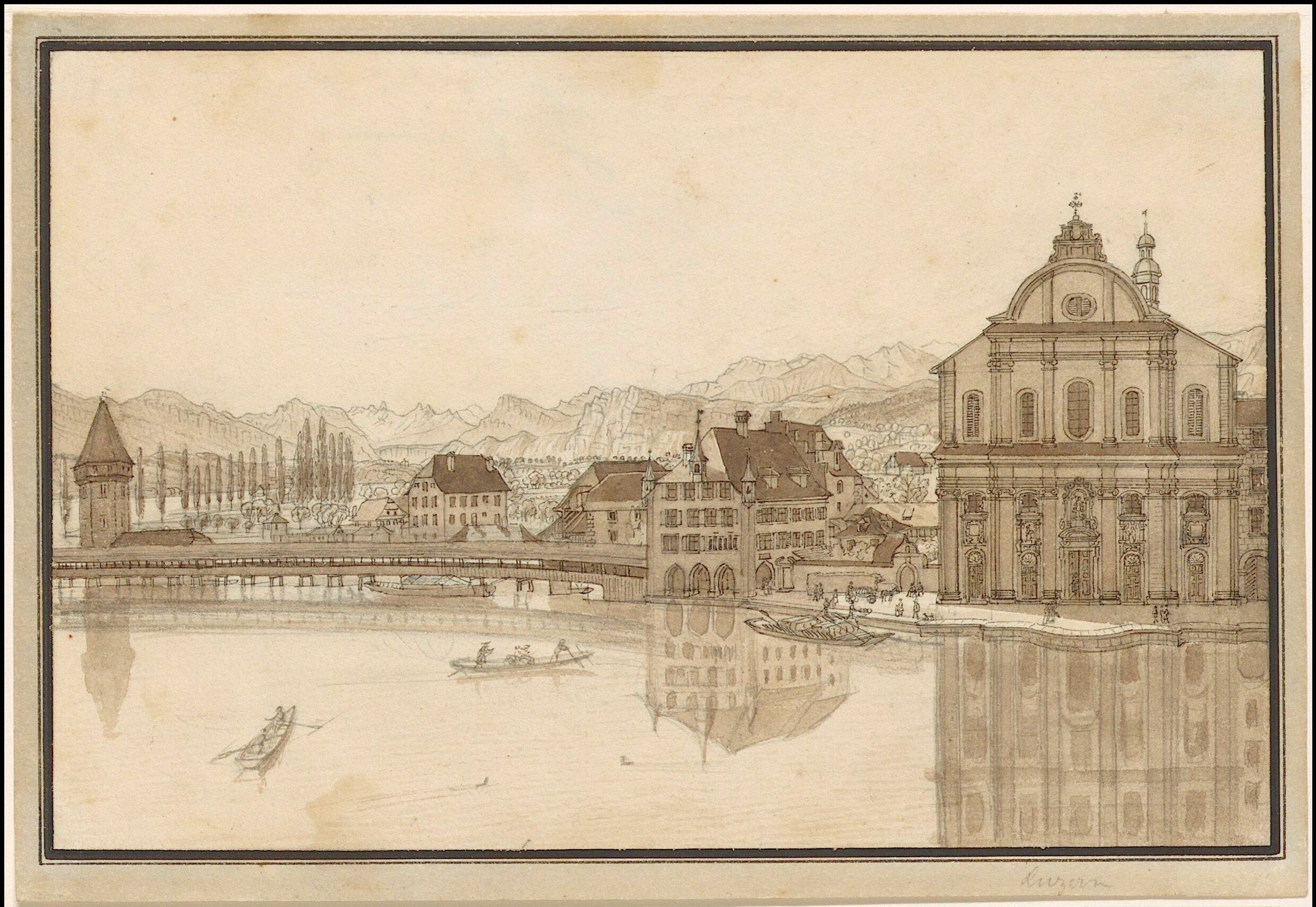
Kapellbrücke mit Freienhof als Südtor (vor der ersten Aufschüttung von 1833)
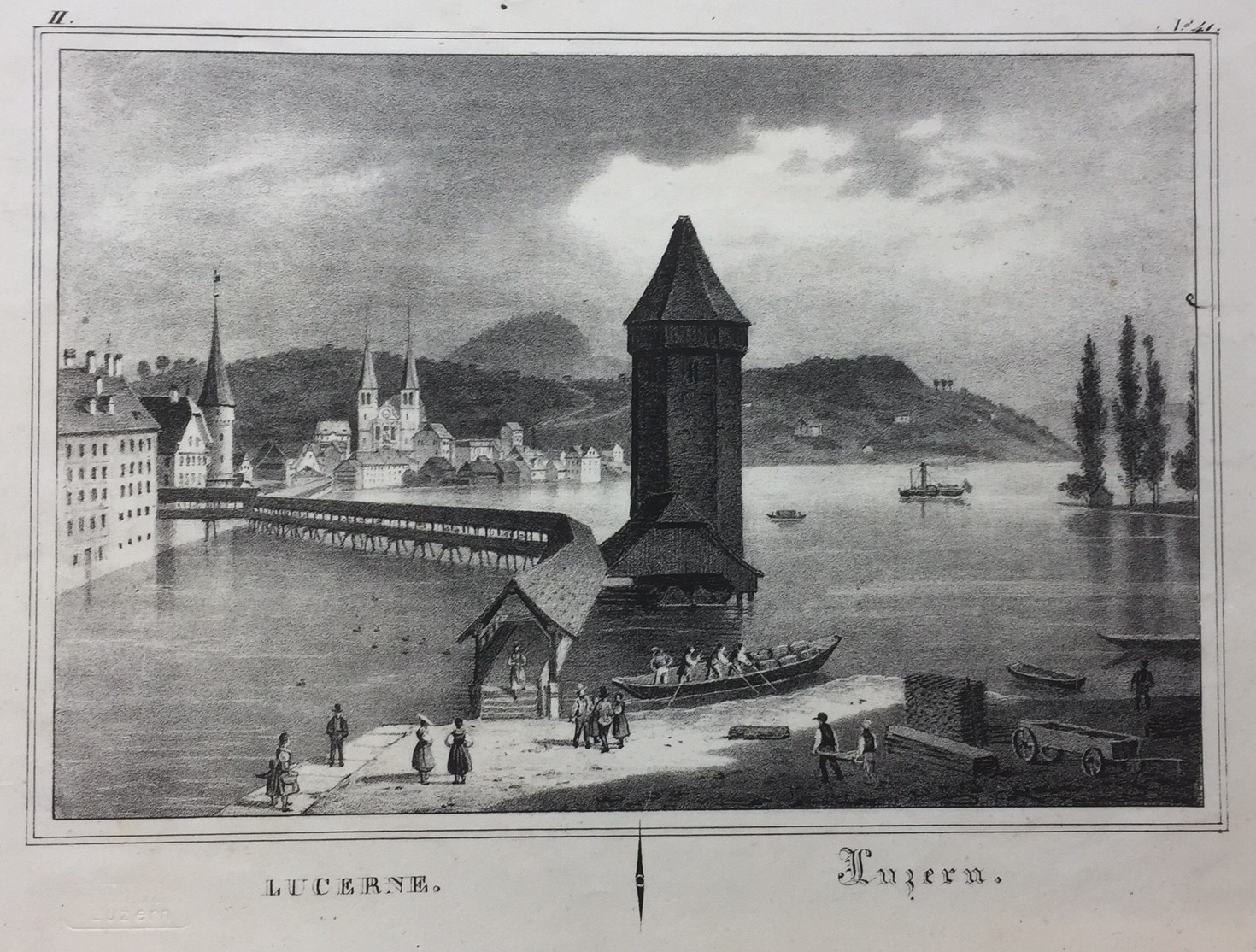
Kapellbrücke mit verkürztem Südende (nach der zweiten Aufschüttung von 1835)
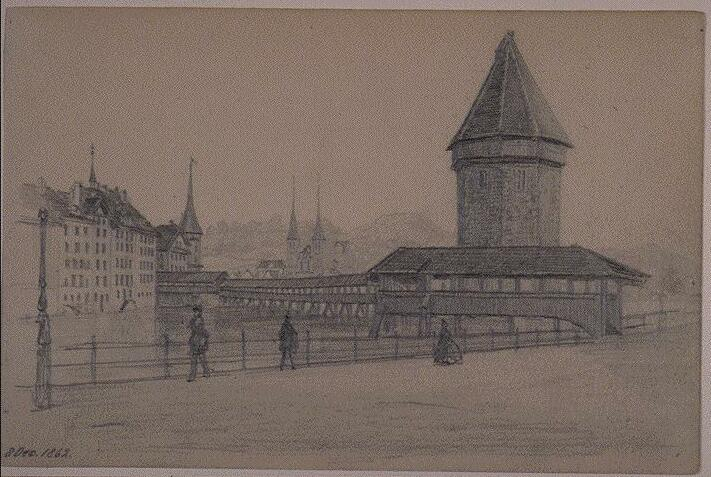
Kapellbrücke mit abgeknicktem Südende (nach der letzten Aufschüttung von 1838)
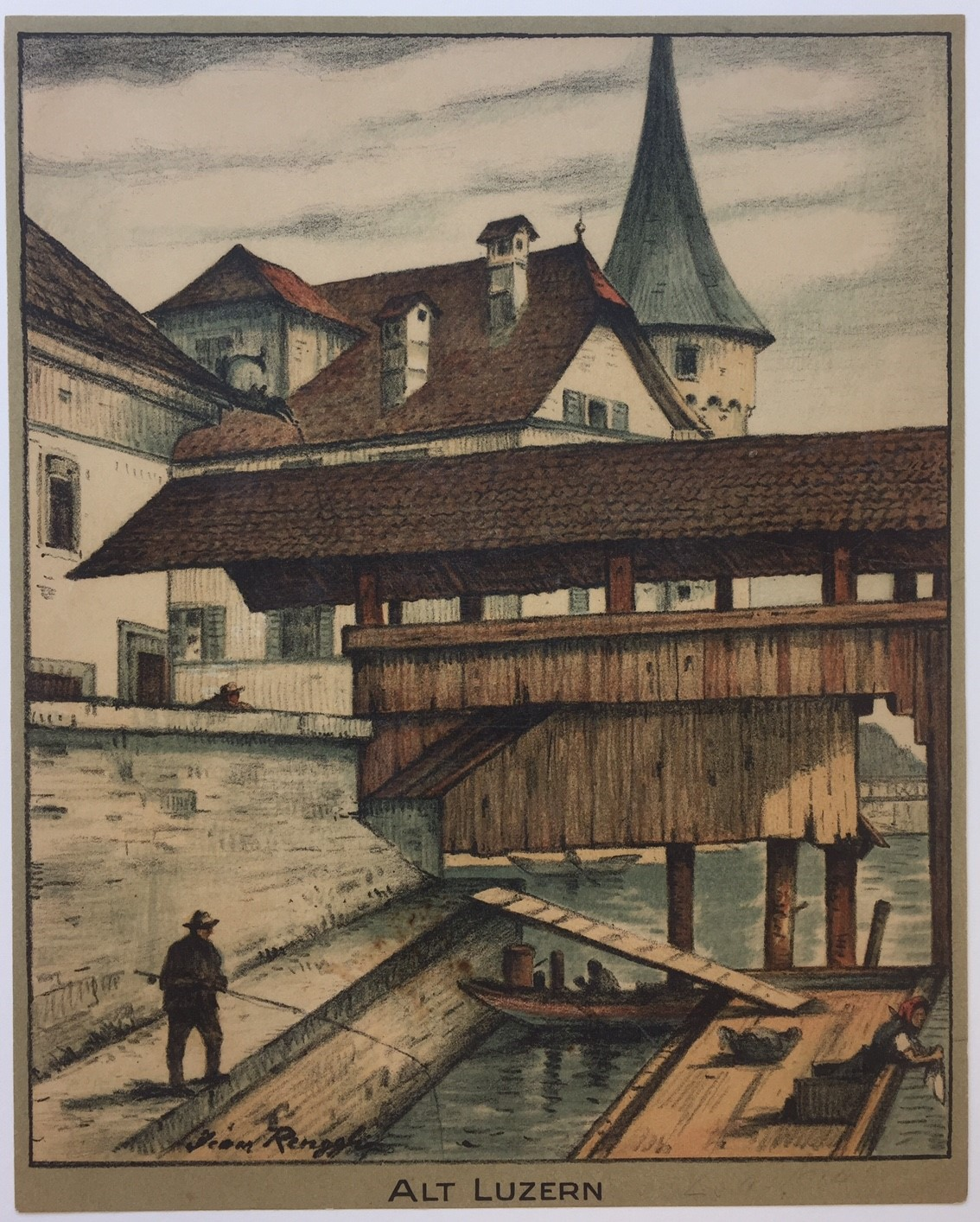
Der verkürzte Nordausgang der Kapellbrücke (nach 1898)

### Brand
Die Brücke fiel in der Nacht auf den 18. August 1993 einer Feuersbrunst zum Opfer, welche nach Vermutungen durch eine weggeworfene Zigarette ausgelöst wurde. Der Brand zerstörte einen Grossteil der Brücke und unter anderem 78 der 111 berühmten Bilder. Nach dem Brand konnten die Überreste von 47 Bildern geborgen werden. 30 Bilder liessen sich bis 1998 restaurieren. Die Brücke wurde umgehend wiederaufgebaut, am 14. April 1994 eingeweiht und erneut für Fussgänger freigegeben.
Die bei der Verkürzung der Brücke um 1835 ausgelagerten 25 Giebelgemälde, die den Werdegang des heiligen Mauritius als Schutzpatron der Schweiz zeigen, wurden als Ersatz für die unrestaurierbar verbrannten Exponate im Mittelteil der Brücke aufgehängt. An den beiden äusseren Nahtstellen zwischen dem ursprünglich erhaltenen und dem rekonstruierten Brückenteil erinnern verkohlte Überreste der Originalbilder an den Brand.

## Wasserturm
→ Hauptartikel: Wasserturm Luzern

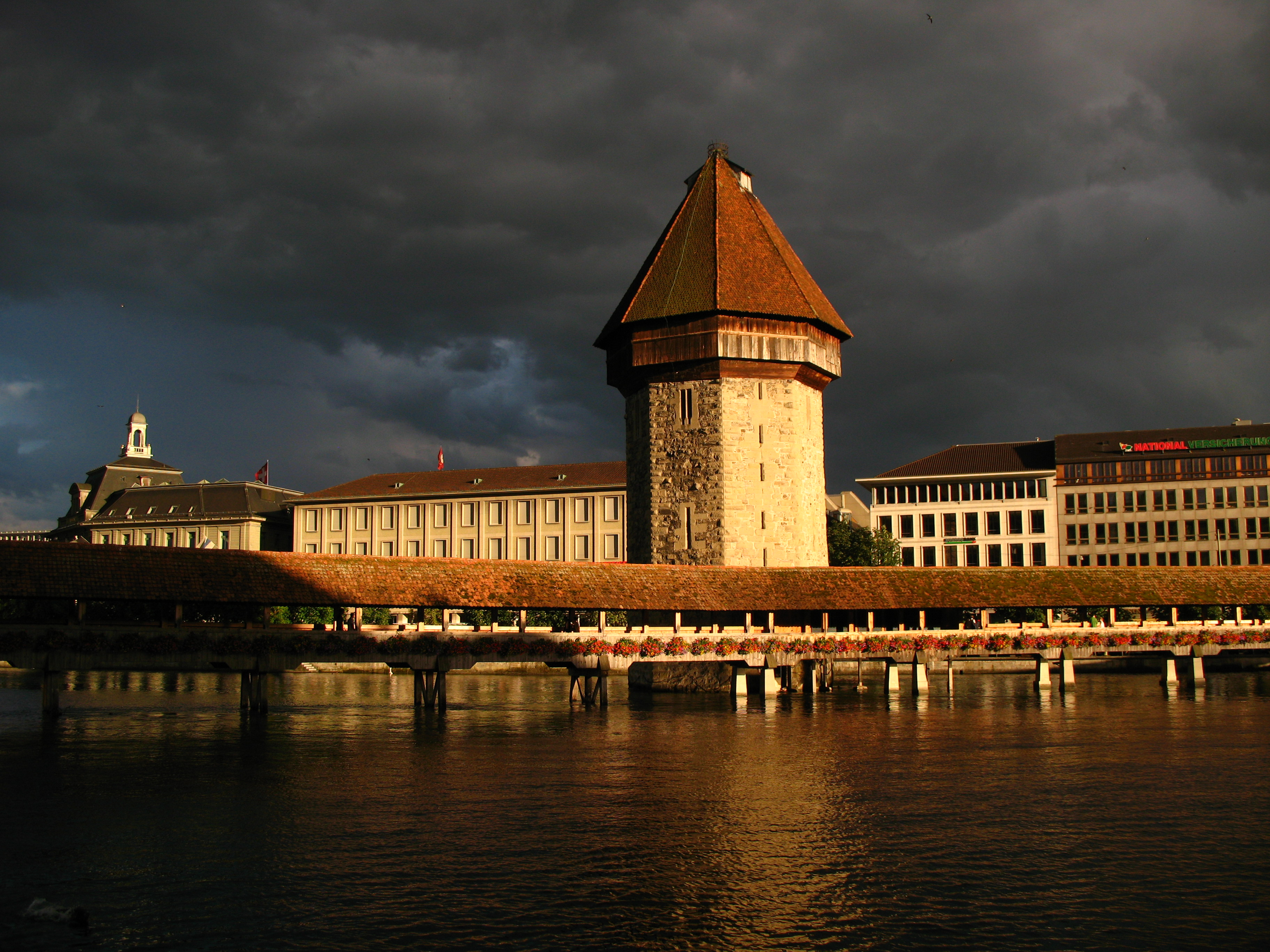
Teilansicht der Kapellbrücke mit Wasserturm

Blick auf den Eingang der Kapellbrücke, 1905

Nahe dem linken Ufer befindet sich der achteckige Wasserturm, der bereits um 1300, also noch vor der Kapellbrücke, erbaut wurde und von ihr aus über einen kurzen Quergang erreichbar ist. Der Turm diente wechselweise als Wachturm und Eckpfeiler der Stadtbefestigung, als Stadtarchiv und Schatzkammer sowie als Kerker und Folterkammer. Heute beherbergt er einen Souvenirladen sowie das Vereinslokal des Artillerievereins Luzern.

## Der Bilderzyklus

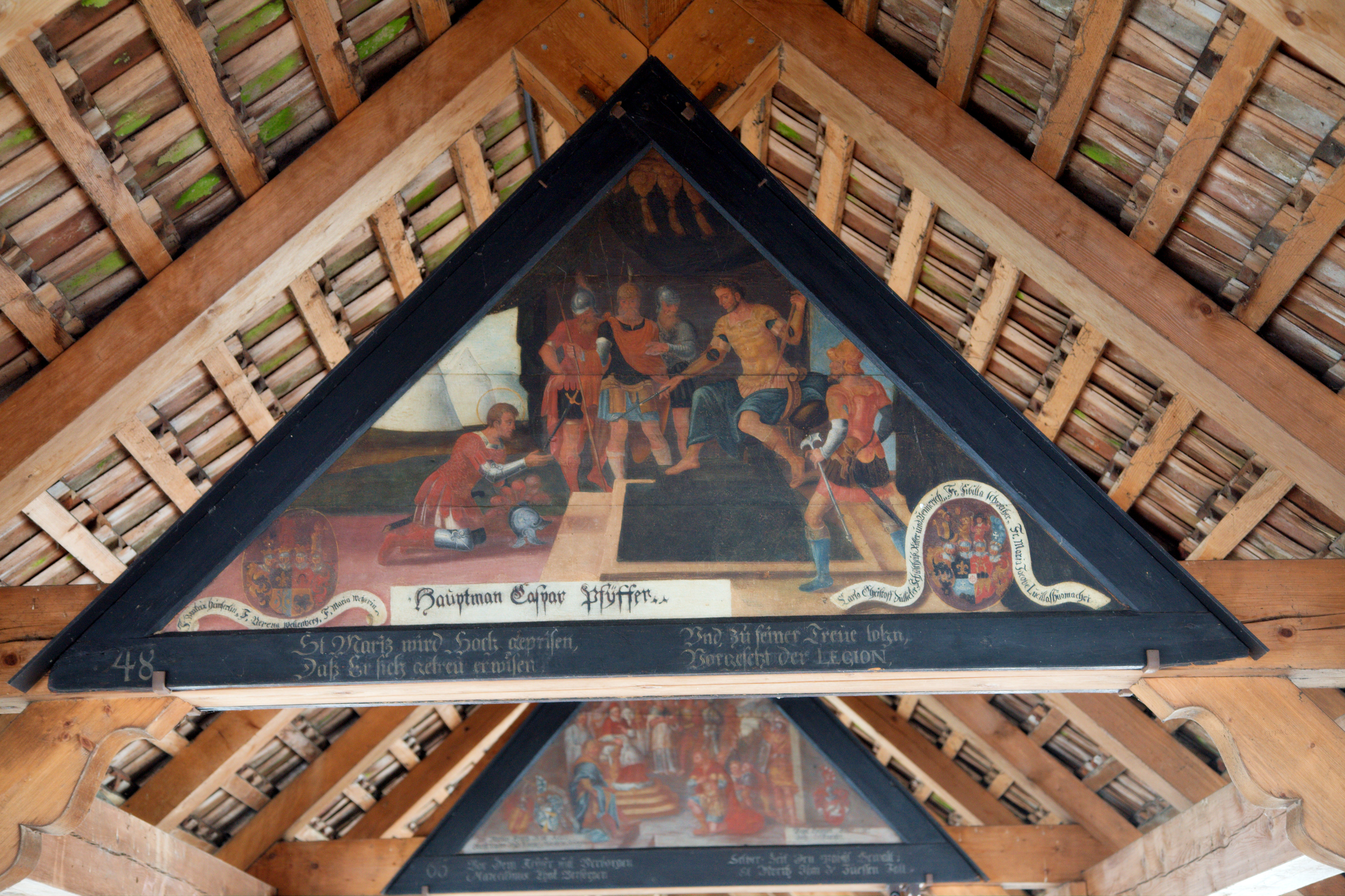
Eines der 110 dreieckigen Gemälde

Inneres des südlichen Teils der Kapellbrücke, etwa 1897 bis 1934

Der Bilderzyklus umfasste ursprünglich 158 Bildtafeln. 147 Bilder blieben bis 1993 erhalten, davon wurden nach den Verkürzungen der Brücke im 19. Jahrhundert dort noch 110 Bilder gezeigt. Die Holztafeln sind bzw. waren an der Basis zwischen 150 und 181 cm breit und 85 bis 95 cm hoch. Jede Tafel bestand aus drei bis fünf Fichtenholzbrettchen. Nur wenige waren aus Linden- und Ahornholz.
Der Bilderzyklus entstand in der Zeit der Gegenreformation, in der die Stadtoberen in einem evangelisch-reformierten Umfeld Treue zur katholischen Kirche propagierten. Die Tafeln sind in diesem Sinn Propaganda. Die Darstellungen aus der luzernischen und eidgenössischen Geschichte sollten beim Passieren der Brücke auf dem Weg in die Stadt daran erinnern, dass ein frommer Lebenswandel – dazu gehörte durchaus auch der Dienst im Militär – und Glück im Leben zusammengehören. Ein guter Schweizer war damals der, den die Stadt und Republik Luzern in Soldverträgen nach Frankreich und anderen Staaten ausleihen konnte. Es fing am linken Ufer der Reuss neben der Jesuitenkirche mit dem Bild des Riesen von Reiden an. Dieser kraftstrotzende, mythische Riese galt damals als Ursprung der starken und mächtigen Luzerner. Am rechten Ufer endete es mit der Darstellung des Jesuitenkollegiums, dem späteren Ritter’schen Palast (heute das Regierungsgebäude des Kanton Luzern).
Das Konzept für die grosse Serie von Tafelbildern stammte – im Auftrag des Rats – vom Stadtschreiber Renward Cysat. Jedes Ratsmitglied (im engeren und im Grossen Rat) konnte eine Tafel für sich und seine Gattin stiften. Als Kennzeichnung der Stifter wurde deren Wappen jeweils unten links angebracht, dazu auf der gegenüberliegenden Seite das Frauenwappen. Verse, die auf dem Rahmen jedes Bildes stehen, erläutern und ergänzen die Bilddarstellung. Sie wurde dadurch auch gegen «Fehlinterpretationen» geschützt. Ausser um das Luzerner Geschichtsbild ging es auf dem Rückweg um das Leben und Sterben des heiligen Leodegar, des Luzerner Stadtpatrons, und die Legenden des schweizerischen Schutzpatrons, des heiligen Mauritius.

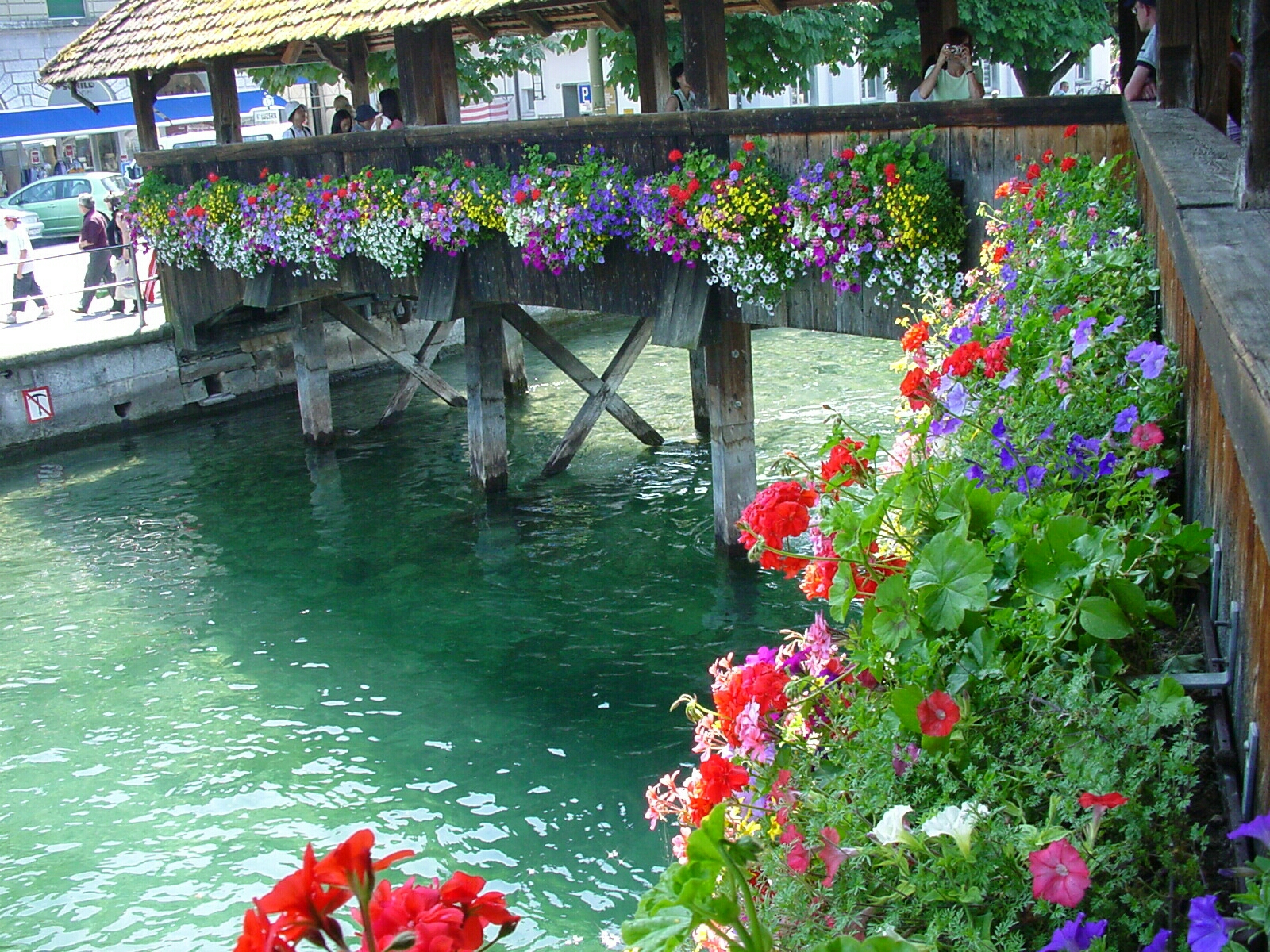
Blumenschmuck an der Brücke

Der aus Zürich weggegangene und in Luzern eingebürgerte katholische Maler Hans Heinrich Wägmann sowie seine vier bei ihm in der Werkstatt mitarbeitenden Söhne erhielten den lukrativen Grossauftrag. Wägmann, ein Vertreter der Spätrenaissance, fertigte zunächst eine Skizze des geplanten Bildes auf Papier. Einige Entwürfe sind bis heute erhalten geblieben. (Von ihm und Renward Cysat stammt auch die älteste bekannte Karte des Kantons Luzern aus dem Jahr 1613.)
Zum Schutz werden die Bilder auf der Kapellbrücke während der Fasnachtszeit mit Fasnachtsbildern überhängt. Diese sind von diversen Fasnachtsorganisationen oder Guggenmusigen gestaltet und werden jedes Jahr neu aufgehängt.
Von den 146 Bildern wurden Kopien angefertigt, auch von den 86 bei dem Brand zerstörten. Es ist ein Streit darüber entbrannt, ob nur die nichtverbrannten Originale oder auch die Kopien an der wiederaufgebauten Brücke angebracht werden sollten. Im November 2014 wurde bei einer Volksabstimmung eine Initiative zur Aufhängung von 146 Kopien der Brückenbilder abgelehnt.